# Голубянка викрама
Голубянка викрама. (лат. Pseudophilotes vicrama) — вид бабочек из семейства голубянки. В Восточной Европе обитает подвид Pseudophilotes vicrama schiffermulleri Hemming, 1929 (голубянка Шиффермюллера), отличающимся от номинативного по экологическому критерию — бабочки номинативного подвида обитают на высокогорных сильно увлажненных лугах в горах Тибета, а европейские популяции населяют преимущественно ксерофитные места обитания.

## Этимология названия
Викрама или Викрамадитья — одно из знаменитейших имён индийской истории, царь Уджайини в Западной Индии, у северного склона хребта Виндхья. Это имя, подобно имени Цезаря в Европе, стало символом и титулом, и многие последующие правители присоединяли его к своим именам.
Название подвида Pseudophilotes vicrama schiffermulleri Hemming, 1929 дано в честь Иоганна Шиффермюллера — австрийского энтомолога конца XVIII века, который с соавторами обобщил фаунистические данные по многим районам Европы и описал несколько видов чешуекрылых.

## Описание
Маленькая дневная бабочка. Длина переднего крыла 10—13 мм, размах крыльев самцов составляет 21—25 мм. Крылья самцов на верхней стороне бледно-синевато-голубые, с тонким маргинальным окаймлением внешнего края, черноватыми дискальными пятнами и 4—5 мелкими точками на задних крыльях. Крылья самки буровато-серого цвета, с лёгким голубоватым напылением в прикорневой области. Фон нижней стороны крыльев у обоих полов голубовато-серый, с узким голубым опылением в прикорневой области. Бахромка крыльев пёстрая.

## Ареал и места обитания
Центральная, Восточная и Юго-восточная Европа, Передняя и Центральная Азия, Казахстан, юг Западной Сибири, Алтай, Западный Китай, северо-запад Индии.
На всей территории своего ареал вид является очень локальным. Малочисленные популяции обитают в Южной Финляндии, Прибалтике, в центральной и восточной Польши, в Словакии, Венгрии и Румынии, на западе и в центральной части Беларуси. На Украине встречается лесостепной и степной зонах, в Прикарпатье и Закарпатье (бассейны рек Тиса и Днестр). Известны находки из Горного Крыма.
Населяет целинные меловые и песчаные степи, склоны балок, суходольные леса вдоль берегов небольших рек, ксерофитне луга в долинах рек, кустарниковые заросли по опушкам и полянам сосновых лесов, остепненные каменистые склоны. На Кавказе бабочки населяют разнообразные ландшафты: горные склоны с участками степной растительности и зарослями кустарников, субальпийские и частично альпийские луга до высоты 2700 м, степи на песчаных бурунах. Наиболее обычен в среднегорьях.

## Биология
За год развивается два-три поколения. На севере ареала — только одно. Первое поколение бабочек часто более многочисленно. Лёт наблюдается с начала мая до середины сентября. В Закавказье отдельные особи встречаются и в октябре. Бабочки могут часто мигрировать за пределы своих локальных популяций, особенно особи второго и третьего поколений.
Яйца откладываются самками на листья кормовых растений. Гусеницы питаются цветками и семенами чабреца (Thymus spp.), донника (Melilotus spp.), вязеля (Coronilla spp.), тимьян обыкновенный. Гусеницы последнем возрасте являются мирмекофилами и контактируют с муравьями Myrmica sabuleti. Окукливаются на поверхности почвы. Зимуют в стадии куколки..

## Замечания по охране
Охраняется в Финляндии, и в местах локального обитания в Латвии и Словакии.
Вид включён в «Красную книгу Европейских дневных бабочек» с категорией SPEC3 — вид, обитающий как в Европе, так и за её пределами, но находящийся на территории Европы под угрозой исчезновения.
В Красной книге Международного союза охраны природы (МСОП) вид имеет 3 категорию охраны (VU — уязвимый таксон, находящиеся под угрозой исчезновения в перспективе, в силу морфофизиологических и/или поведенческих особенностей, делающих их уязвимыми при любых, даже незначительных, изменениях окружающей среды).